# Lambach (Eickumer Mühlenbach)
Der Lambach oder die Lamba (niederdeutsch) ist ein linker Nebenfluss der Kinsbeke im Nordosten des deutschen Bundeslandes Nordrhein-Westfalen.

## Geographie
Das Gewässer hat eine Gesamtlänge von 2,8 km. Das Einzugsgebiet liegt im Herzen des Ravensberger Hügellandes westlich der Werre. Der Lambach entspringt in Enger im Ortsteil Herringhausen West in der Nähe des Herringhauser Sportplatzes und mündet in Herford-Eickum nahe dem Diebrocker Friedhof in die Kinsbeke. Die Kinsbeke wiederum mündet in die Aa.
Das Gewässer durchfließt auf seinem Weg von der Quelle bis zur Mündung die Städte Enger und Herford. Der Bach wechselt nur einmal zwischen Herford und Enger. Er bildet dabei teilweise deren gemeinsame Grenze. Einzige Zuflüsse sind Feld-Drainagen.

## Umwelt
Direkt hinter seiner Quelle nahe dem Herringhauser Sportplatzes fließt der Bach durch ein Waldstück, verläuft jedoch die meiste Zeit durch Felder und Weiden. Bevor in Herringhausen und Eickum die Kanalisation gebaut wurde, ist auch Abwasser in den Bach eingeleitet worden. Heute darf nur noch das Regenwasser der Dachentwässerung eingeleitet werden. Auf Herforder Gebiet fließt der Bach durch das Naturschutzgebiet Asbeke-Kinzbachtal.

## Kurioses
In den 1980er-Jahren hat der Lambach ein Menschenleben gefordert. Ein älterer Mann ertrank nahe dem Dreiländereck in Eickum. Dies ist erstaunlich, da der Lambach an dieser Stelle nur etwa 50 cm breit ist. Auf seiner gesamten Länge ist er selten tiefer als 30 cm.